# Ariathisa phaeopalpia
Ariathisa phaeopalpia là một loài bướm đêm trong họ Noctuidae.